# ارین دوبراتز
ارین دوبراتز (انگلیسی: Erin Dobratz؛ زادهٔ ۱۹ اکتبر ۱۹۸۲) ورزشکار ورزش شنا اهل ایالات متحده آمریکا است.
وی در مسابقات کشوری و بین‌المللی در مجموع برندهٔ ۱ مدال طلا، ۱ مدال نقره، ۲ مدال برنز شده‌است.